# オリオン街
『オリオン街』（オリオンストリート）は、2002年1月から2004年1月まで朝日小学生新聞に不定期連載されていた山本ルンルンによるフルカラーの漫画。

## 概要
本作品は、山本ルンルンが初めて朝日小学生新聞に連載した漫画である。毎日3ページ分が紙面に掲載され、6日分18ページで1話分が完結する（一部例外あり）。不定期連載で、数か月ごとに連載と休載を繰り返していた。単行本はジャイブより発売（全6巻）。2008年および2009年に、一部のエピソードが朝日小学生新聞に再掲載された（初出時と同じく3ページずつ掲載）。
内容は、おしゃれが大好きなスモモが幼なじみのみどりなどの友達、家族などと繰り広げる日常生活を描いたもの（基本的に1話完結）。コミカルな導入部から始まり、最後には寓話的なオチが待っているという、小学生新聞らしいエピソードが多い。また本作では日本の世界観を多めに採用している。

## 登場人物
主要登場人物は全員オリオン小学校に在籍する小学4年生である。
スモモ
本作の主人公である女子小学生。おしゃれが大好きで、少しわがままでミーハーな女の子。肩ほどまでの髪はカールがかっていて、いつも左右にリボンをつけている。虫が苦手。父、母と3人家族。祖母がいる。祖父は自身が生まれる前に亡くなっている。カンナに憧れていて、彼女のファッションを参考にすることも。みどりとは性格が正反対のため、折り合いが付かずもめてしまうこともあるが、本当はみどりのことを大切に思っている。小さい頃はみどりに懐いていた。
みどり
スモモの幼なじみ。ボブカットの髪で、目が隠れている。穏やかで優しく、周りへの気配りが上手な好人物だが、クラシックギターを演奏したり、老人ホームに通い詰めたり、人形劇のサークルを主宰したりするなど、変わった趣味を持ち、個性的なファッションをしている。あまりにも個性的過ぎるためスモモから煙たがられることもある。様々な芸術作品を作っており、個展を開いたこともある。親は共働きで、高校の寮に住んでいる豊（ゆたか）という兄がいる。
カンナ
金髪のロングヘアーの女子生徒。おしゃれで勉強やスポーツが得意な学年の人気者であり、スモモからは憧れの念を持たれている。みんなの前で冷やかされても「男の子って子供ね」と一蹴するなど、同世代に比べて、やや大人びた性格をしている。
かえで
リボンで結んだパーマのかかったロングヘアーが特徴の女子生徒。お淑やかな立ち振る舞いで、清楚な雰囲気の少女。実家がピアノ教室を営んでいることもあり、ピアノの演奏が得意。カンナやヨモギと行動を共にすることが多い。
ヨモギ
三つ編みが特徴の女子生徒。明朗活発でやや勝気な性格をしており、カンナやかえでと行動を共にすることが多い。2人姉妹の次女であり、姉が一人いる。スモモとは性格が近く、似た者同士なところがある。
レイジ
サッカーが好きな明るい男子生徒。スモモからは想いを寄せられているが、恋愛には無頓着でその想いにまったく気づいていない。
ケンジ
気が強い男子生徒で、スモモとは口論することが多いクラスの問題児。やや乱暴で素直ではない言動が目立つものの、実際には不器用なだけで、根は優しく思いやりがある。
ジョニー
スモモたちの同郷生である貿易会社の御曹司。キザで見栄っ張りな性格で、クラスメイトに自分のコレクションや土産品を見せびらかすことが多い。同じ学校に在籍しているジュディという妹がおり、ジュディの話題になると、過剰なまでに不安になるなどシスコンな一面も見せる。
まさる
スモモたちの同級生である男子生徒。席替えで、スモモたちと席が近くなったことで、スモモたちと親しくなる。気が弱く大人しい性格だが、病気がちな母親と仕事で多忙な父親に代わって、幼い弟と妹の面倒を見ているため家事が得意で、面倒見が良い。その反面、ややうっかり性な部分もあり、忘れ物の常習犯。
スモモの母
一人娘のスモモにはやや厳しいところもあるが本心では大切に思っており、いつも温かくスモモやみどりを見守っている。
たま子
スモモの祖母。非常に派手なファッションセンスの持ち主で、スモモからは苦手に思われているが、みどりからは尊敬されている。多くの年配のボーイフレンドを持っているが、亡き夫が一番だと思っている。
クルミ
スモモの学校の後輩。全校集会でスモモを見てから彼女のファンになるが、自分の容姿をスモモそっくりにしたり、四六時中スモモに付きまとったり行き過ぎた面がある。当初はスモモ以外眼中になかったが、スモモからみどりの不思議な魅力について聞かされてからはみどりファンに鞍替えする。
ツバキ
ベガシティからスモモのクラスにやってきた転校生。風貌や個性的な趣味がみどりに似ており、すぐにみどりと意気投合し、最初は2人の関係にやきもちを焼いていたスモモとも仲良くなる。